# بهداد سليمي
بهداد سليمي كردسيابي (بالفارسية: بهداد سلیمی) وهو رباع إيراني في صنف فوق 105 كغم ولد في يوم 8 ديسمبر 1989 في مدينة قائم شهر في إيران، تمكن هذا الرباع من تحقيق عدة إنجازات أبرزها تحقيق الميدالية الذهبية في الألعاب الأولمبية الصيفية 2012 في لندن، كما حقق الميدالية الذهبية في بطولة العالم في 2010 في أنطاليا في تركيا وحقق الميدالية الذهبية في بطولة العالم 2011 في باريس في فرنسا، وحقق الميدالية الفضية في بطولة العالم 2014 في ألماتي في كازاخستان كما حقق ميداليات أخرى في الأسياد وفي بطولة آسيا.

## روابط خارجية
- بهداد سليمي على موقع الاتحاد الدولي (الإنجليزية)
- بهداد سليمي على موقع مشروع نتائج رفع الأثقال الدولية (الإنجليزية)
- بهداد سليمي على موقع IAT Database Weightlifting (الألمانية)
- بهداد سليمي على موقع اللجنة الأولمبية الدولية (الإنجليزية)
- بهداد سليمي على موقع أوليمبيديا (الإنجليزية)